# Aedes multiplex
Aedes multiplex är en tvåvingeart som först beskrevs av Theobald 1903.  Aedes multiplex ingår i släktet Aedes och familjen stickmyggor. Inga underarter finns listade i Catalogue of Life.